# Укрская волость
У́крская волость (латыш. Ukru pagasts) — одна из территориальных единиц Добельского края. Находится на Земгальской равнине Среднелатвийской низменности и частично в западной части Вадакстской равнины.
Граничит с Бенской, Букайшской и Витинской волостями своего края, а также с Гайжайчяйским и Жагарским староствами Йонишкского района Литвы.
Наиболее крупные населённые пункты Бенской волости: Укри (волостной центр), Сникере и Вилкали.
По территории волости протекают реки: Церпайне, Дабикене, Тервете, Свепайне.
Наивысшая точка: 88.2 м
Национальный состав: 67,8 % — латыши, 17,7 % — литовцы, 6,1 % — русские, 4,5 % — белорусы, 1,9 % — поляки.
Волость пересекают автомобильные дороги Букайши — Лачи и Несава — Сникере.

## История
В XII веке на этой территории, исторически связанной с землями литовского Жагере, проживали земгалы. В XIII веке северная часть отошла к Ливонскому ордену, а южная осталась в подчинении Великого княжества Литовского.
На территории волости в XIX веке находились Сникерское и Укрское поместья.
В соответствии с Латвийско-Литовским договором 1920 года, произошёл обмен территориями и Укрская волость, бывшая некогда частью Ковенской губернии перешла в 1921 году состав латвийского Елгавского уезда.
В 1935 году территория Укрской волости составляла 46,5 км², на ней проживало 1047 человек из которых 79 % были этническими латышами.
После Второй мировой войны были организованы 5 колхозов. В дальнейшем они были объединены в совхоз «Укри», ликвидированный в начале 1990-х годов.
В 1945 году в волости были образованы Ражский и Укрский сельские советы. В 1949 году произошла отмена волостного деления и Укрский сельсовет входил в состав Ауцского (1949—1959) и Добельского района (после 1959).
В 1954 году к Укрскому сельсовету была присоединена территория ликвидированного Ражского сельсовета, в 1958 — территория совхоза «Укри» Букайшского сельсовета и бенского колхоза «Зелменис». В 1961, 1965 и 1977 годах последовали ещё ряд обменов территориями с соседними сельсоветами.
В 1990 году Укрский сельсовет был реорганизован в волость. В 2009 году, по окончании латвийской административно-территориальной реформы, Укрская волость вошла в состав Ауцского края.
В 2021 году в результате новой административно-территориальной реформы Ауцский край был упразднён, а Укрская волость была включена в Добельский край.
В 2007 году в волости находилось несколько экономически активных предприятий, библиотека, фельдшерский пункт, почтовое отделение.